# Universitet Lille I
Universitet Lille I (Université Lille I) ligger i byen Villeneuve d'Ascq i den Fransk departement Nord og regnes for at være blandt verdens førende tekniske universiteter. 
Lille I vægter især uddannelse indenfor naturvidenskab (ingeniøruddannelser) samt forskning på internationalt topplan. 